# Генрик XI Глогувский
Генрих XI Глогувский (пол. Henryk XI głogowski, нем. Heinrich XI. von Glogau; 1429/1435 — 22 февраля 1476) — князь Глогувский (половина княжества) и Любинский в 1467-1476 годах.

## Биография
Представитель глогувско-жаганьской линии династии Силезских Пястов. Второй сын Генриха IX Старшего (1387/1392 — 1467), князя Глогувского (1397-1467) и Любинского (1446-1467), и Ядвиги Олесницкой (1405/1416—1447/1453), дочери князя Олесницкого Конрада III Старого.
В 1458 году умер старший брат Генриха Зигмунт, еще раньше в младенчестве умер его младший брат, поэтому Генрих стал единственным наследником своего отца, князя Генриха IX Старшего. В 1462 году Генрих XI вместе с отцом участвовал в проходившей в Глогуве встрече польского короля Казимира IV и чешского короля Йиржи из Подебрад. Вместе с отцом  23 декабря 1462 года Генрих XI Глогувский был отлучен от церкви папой Пием II за поддержку кандидатуры польского королевича в качестве наследника чешской короны.
Генрих XI с детства был очень ленивым и болезненным человеком. Он проживал в Кожухуве, который был столицей Глогувского княжества. Он не проявлял особых политических амбиций, потому что всю сознательную жизнь находился в тени своего отца. 
Генрих XI Глогувский был участником съезда городов и князей Силезии, созданного его двоюродным братом Бальтазаром Жаганьским, который был направлен против короля Чехии Йиржи из Подебрад. По инициативе городского совета Вроцлава он направил Казимиру IV в Краков письмо, в котором призвал его  или одного из его сыновей занять чешский королевский престол.
В ноябре 1467 года после смерти отца Генрих XI унаследовал Глогувское княжество, включавшее половину Глогува, Шпротаву, Кросно-Оджаньске, Свебодзин, Кожухув и Зелёна-Гуру, и Любинское княжество.
В 1468 году Генрих XI Глогувский решил поддержать короля Венгрии Матьяша Хуньяди и участвовал в его неудачной экспедиции в Силезию и Лужицу против чешского короля Йиржи из Подебрад.
В 1468 году во время конфликта за жаганьский княжеский престол между братьями Бальтазаром и Яном II Безумным Генрих XI Глогувский помог первому вернуть себе власть в княжестве. В 1469 году после коронации Матьяша Хуньяди королем Чехии в Оломоуце князь Генрих XI Глогувский получил от него вторую часть Глогувского княжества с городами, входящими в состав владений чешских королей с 1360 года, но фактически мог взять их под свой контроль только после смерти правящей в них княгини Маргариты Цельской (вдовы князя Владислава Цешинского).
Генрих XI длительное время оставался холостым. Под конец жизни он под давлением своих советников, действовавших в интересах курфюрста Бранденбурга Альбрехта Ахиллеса, 11 октября 1472 года в Берлине женился на его восьмилетней дочери Барбаре (1464—1515). В составленном брачном договоре было оговорено, что в случае смерти князя Генриха XI его вдова должна была получить во владение города Зелёна-Гура и Кожухув с окрестностями.
22 февраля 1476 года князь Генрик XI Глогувский неожиданно скончался в Кожухуве. Возможно, он был отравлен агентами Бранденбурга. Генрих XI был похоронен в Костёле Сретения Богородицы в Кожухуве.
После смерти князя Генрика XI началась война за Глогувское наследство. На вакантный глогувский княжеский престол стали претендовать его двоюродный брат Ян II Безумный, бывший князь Жаганьский, курфюрст Бранденбургский Альбрехт Ахиллес, король Венгрии Матьяш Хуньяди и король Польши Казимир IV. 7 декабря 1476 года в Ян II принял ленную присягу от станов Глогувского княжества, на следующий день король Венгрии Матвей Корвин признал Яна Безумного наследником глогувского князя Генриха XI. Примирение сторон было достигнуто только в 1482 году в Каменце-Зомбковицки: Ян II Безумный сохранил большую часть Глогувского княжества и Любин, а курфюрст Бранденбургский получил четыре города: Кросно-Оджаньске, Сулехув, Любско и Бобровице.
Фигура князя Генриха XI Глогувского отрицательно оценивается как польскими, так и немецкими историками. Они обвиняли его в неадекватности и отсутствии последовательности. Он был типичным правителем своего времени: любил поесть, поспать и выпить.